# Ategumia dilecticolor
Ategumia dilecticolor is een vlinder uit de familie van de grasmotten (Crambidae), uit de onderfamilie van de Spilomelinae. De wetenschappelijke naam van deze soort is voor het eerst voorgesteld als Pyrausta dilecticolor door Harrison Gray Dyar Jr. in een publicatie uit 1912.
De soort komt voor in Mexico, Guatemala, Honduras en Nicaragua.